# Auguste Schmidt
Pour les articles homonymes, voir Schmidt.
Auguste Schmidt, née le 3 août 1833 à Breslau et morte le 10 juin 1902 à Leipzig, est une pionnière du féminisme allemand, éducatrice, journaliste et militante pour les droits des femmes.

## Biographie

### Origines et carrière professionnelle
Auguste Schmidt, née le 13 août 1833 à Breslau, est la fille de Friedrich Schmidt, Hauptmann d'artillerie et d'Emilie Schöps.
Elle passe avec succès son examen d'institutrice à Posen en 1850. De 1850 à 1855, elle enseigne successivement dans une famille polonaise, dans une école privée à Ribnitz et à l'école municipale de Breslau.
En 1861, elle s'installe à Leipzig. Elle exerce comme directrice d'une école de jeunes filles, puis trouve en 1862 un emploi de professeure de littérature et d'esthétique à l'institut d'éducation Steyber, dont elle assume la direction de 1870 à 1992. L'une de ses élèves est Clara Zetkin.

### Militante féministe
En 1865, elle co-fonde avec Louise Otto-Peters la première association féministe d'Allemagne, l'Association générale des femmes allemandes (ADF), ainsi que le journal Neue Bahnen (« Nouvelles Voies »).
Elle fonde en 1869 avec l'institutrice Marie Calm le Verein deutscher Lehrerinnen und Erzieherinnen (Association des institutrices et éducatrices allemandes).
Elle dirige l'Union des organisations féministes allemandes (Bund Deutscher Frauenvereine, BDF) entre 1894 et 1899.